# Evening (rivista)
Evening (イブニング Ibuningu?) era una rivista giapponese di manga a cadenza bisettimanale pubblicata da Kōdansha, era rivolta a un pubblico seinen cioè di giovani adulti. Questa rivista, fondata nel 2001, faceva parte della serie "one day" di Kōdansha, che include anche le riviste Morning, Morning2, good! Afternoon e Afternoon. Di seguito alcuni manga pubblicati, in corsivo quelli pubblicati anche in Italia:
| Titolo                   | Autore                                 |
| ------------------------ | -------------------------------------- |
| Help Man!                | Riki Kusaka                            |
| Yami no Rappa            | Fujihiko Hosono                        |
| Moyashimon               | Kazuo Mafune                           |
| Yugo                     | Masayuki Ishikawa                      |
| Shoujo Fight             | Yoko Nihonbashi                        |
| Adamas                   | Ryōji Minagawa                         |
| All Rounder Meguru       | Hiroki Endo                            |
| Moteki                   | Mitsurō Kubo                           |
| Captain Alice            | Yuzo Takada                            |
| Noririn                  | Mohiro Kitoh                           |
| Blood Alone              | Masayuki Takanoa                       |
| Sanzoku Diary            | Kentarou Okamoto                       |
| Alita Last Order         | Yukito Kishiro                         |
| Shamo                    | Akio Tanaka e Izo Hashimoto            |
| BOYS BE…〜adult season〜 | Masahiro Itabashi e Hiroyuki Tamakoshi |